# Primera División de Venezuela 1971
La Temporada 1971 de Primera División fue la decimoquinta edición de la máxima categoría del Fútbol Profesional Venezolano.

## Equipos participantes
Fue jugada por ocho equipos: 4 Equipos de colonias y 4 equipos locales
| Club                | Estado           |
| ------------------- | ---------------- |
| Anzoátegui F.C.     | Anzoátegui       |
| Deportivo Galicia   | Distrito Federal |
| Deportivo Italia    | Distrito Federal |
| Deportivo Portugués | Distrito Federal |
| Lara F.C.           | Lara             |
| Tiquire Aragua      | Aragua           |
| U.D. Canarias       | Distrito Federal |
| Valencia F.C.       | Carabobo         |

## Historia
El campeón fue el Valencia FC, mientras que un equipo de colonia -el Deportivo Italia- llegó de segundo
Primer goleador: Agostinho Sabará (Tiquire Aragua), con 20 goles.
En 1971 el Valencia FC se corona campeón absoluto de la Primera División de Venezuela de la mano del director técnico Walter "Cata" Roque, hasta la actualidad sigue siendo el único equipo carabobeño en lograrlo.

## Tabla Cumulativa
| Pos | Equipo              | J  | G  | E  | P  | GF | GC | DG  | Ptos |
| --- | ------------------- | -- | -- | -- | -- | -- | -- | --- | ---- |
| 1   | Valencia F.C. (C)   | 28 | 17 | 7  | 4  | 46 | 19 | 27  | 41   |
| 2   | Deportivo Italia    | 28 | 14 | 9  | 5  | 46 | 23 | 23  | 37   |
| 3   | Tiquire Aragua      | 28 | 12 | 9  | 7  | 39 | 37 | 2   | 33   |
| 4   | Deportivo Galicia   | 28 | 12 | 7  | 9  | 42 | 34 | 8   | 31   |
| 5   | U.D. Canarias       | 28 | 9  | 12 | 7  | 37 | 26 | 11  | 30   |
| 6   | Anzoategui F.C.     | 28 | 8  | 9  | 11 | 32 | 37 | -5  | 25   |
| 7   | Deportivo Portugués | 28 | 5  | 6  | 17 | 26 | 46 | -20 | 16   |
| 8   | Lara F.C.           | 28 | 5  | 1  | 22 | 25 | 71 | -46 | 11   |

|  | Campeón, clasificado para la Copa Libertadores 1972.    |
|  | Subcampeón, clasificado para la Copa Libertadores 1972. |